# هاتفيلد هاوس

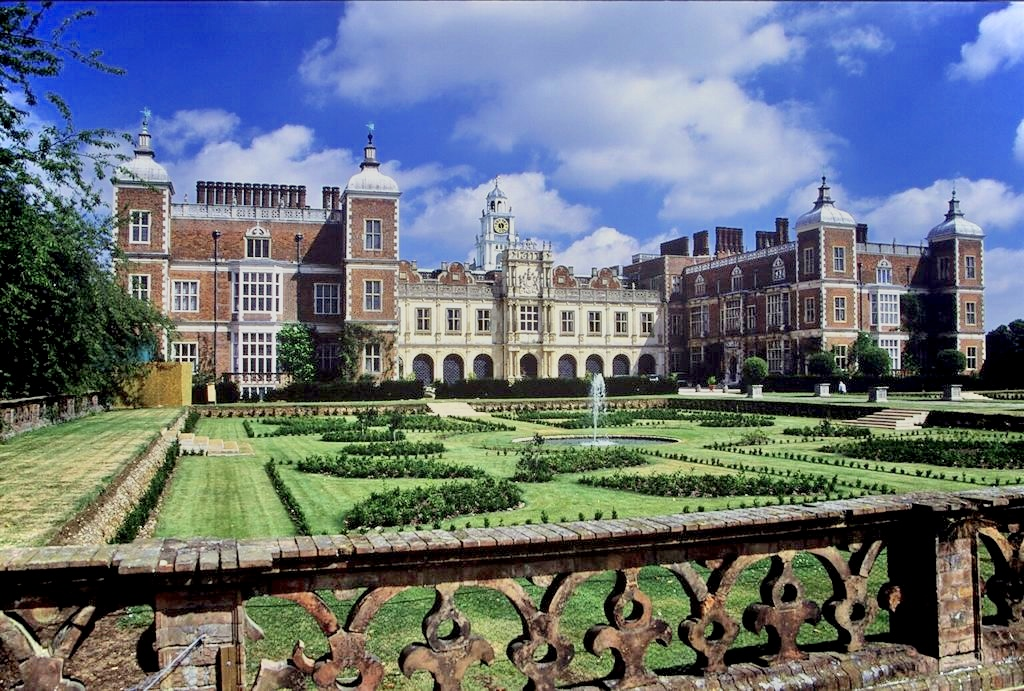
هاتفيلد هاوس

هاتفيلد هاوس (بالإنجليزية: Hatfield House)‏ هو بيت ريفي يقع في غريت بارك في الجزء الشرقي من قرية هاتفيلد في هيرتفوردشير.